# Reiko Kuroda
Reiko Kuroda, född 7 oktober 1947 i Akita, Japan, är en japansk kemist och professor vid institutionen för livsvetenskaper vid Tokyos universitet. Hennes forskningsområde omfattar framför allt kiralitet inom både oorganisk och organisk kemi.
Kuroda invaldes 10 juni 2009 som utländsk ledamot av Vetenskapsakademien i dess klass för kemi. Hon blev 2009 hedersdoktor vid Chalmers tekniska högskola. 

## Biografi
Kuroda kommer från ön Honshu, Japan. Hon disputerade i kemi vid Tokyos universitet där hennes doktorsarbete var inriktat på att bestämma stereokemin i metallkomplex.

## Karriär
Efter sin doktorsexamen arbetade Kuroda vid King's College London och Institute of Cancer Research i Storbritannien innan hon återvände till Japan 1986. År 1992 blev hon den första kvinnan att bli utsedd till professor i naturvetenskap vid Tokyos universitet.
Kurodas forskningsområde är främst kiralitet inom både oorganisk kemi och organisk kemi. En del av hennes forskning har handlat om att studera kiralitet i snäckskal. Hennes arbete identifierade att skalspiralens riktning bestäms i mycket tidiga stadier av snäckans utveckling. Hennes team använde senare CRISPR genetisk redigering för att visa att denna process är beroende av en enda gen, Lsdia1.
Kuroda har etablerat Science Interpreter Training Program vid Tokyos universitet och utsågs till guvernör för Cambridge Crystallographic Data Centre 2006. Hon har också varit vice ordförande för externa kontakter i Internationella vetenskapsrådet. 

## Utmärkelser och hedersbetygelser
- Saruhashi-priset,  1993
- Teiichi Yamazaki-priset,  2004
- L’Oréal-Unesco For Women in Science-priset,  2013

[Redigera Wikidata]
År 1993 fick Kuroda Saruhashi-priset för uppskattade kvinnliga forskare.
Den 10 juni 2009 valdes hon till utländsk ledamot av Kungliga Vetenskapsakademien i dess klass för kemi.
I november 2009 promoverades hon till hedersdoktor vid Chalmers tekniska högskola för sin framstående forskning inom gränsområdet mellan kemi och biologi.
År 2013 tilldelades Kuroda L'Oréal-UNESCO Awards for Women in Science. Hon har även nominerats till priser av Human Frontier Science Programme (HFSP) och av AcademiaNet.